# برمجيات تطبيقية

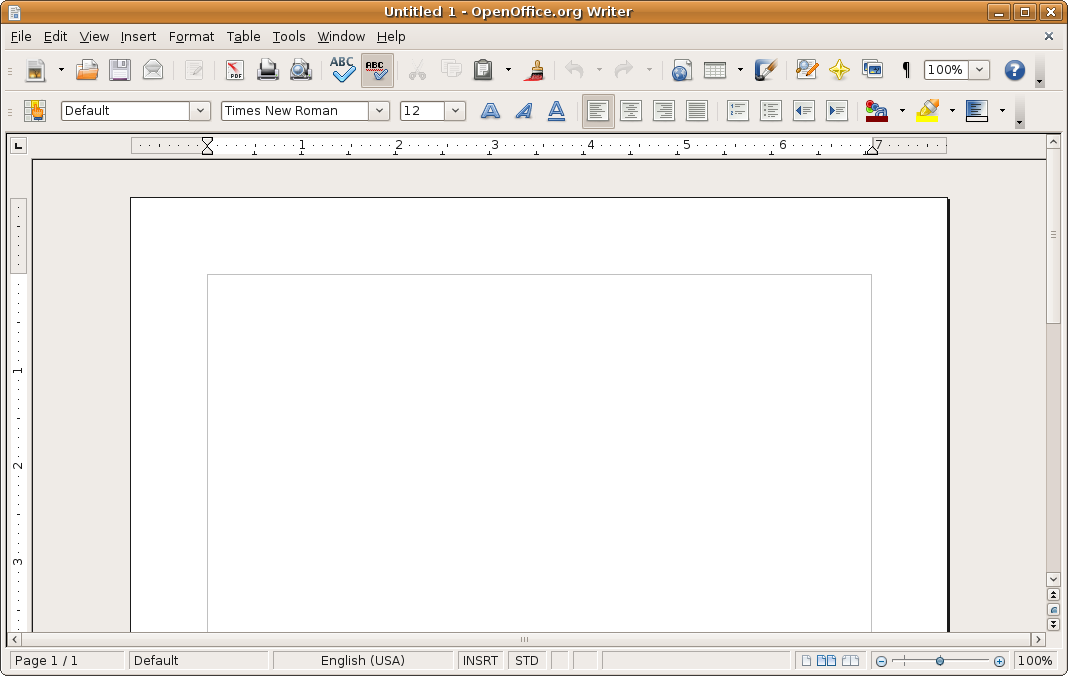
أوبن أوفيس.أورج رايتر

البرمجيات التطبيقية هي تصنيف فرعي لبرمجيات الحاسوب تقوم بتوظيف إمكانيات الحاسوب لتنفيذ المهام التي يحتاجها المستخدم. ويجب التمييز بين ذلك المصطلح وبرمجيات النظام التي تقوم بدمج الإمكانيات المختلفة للحاسوب ولكنها لا تستخدمهم لأداء مهام المستخدم.
بمعنى أنَّ البرمجيات التطبيقية أو برامج التطبيقات هدفها الأساسي هو خدمة المستخدم، بينما برمجيات النظام هي تلك التي يستخدمها النظام نفسه في أداء مهامه، ومن أمثلة البرمجيات التطبيقية معالجات النصوص ومشغلات الوسائط. ومن امثلة برمجيات النظام مترجم لغات البرمجة (المصرف) ومن الممكن أن يتم جمع عدة برمجيات تطبيقية معـًا في حزمة واحدة، ويشار إليها بالإنجليزية بالاسم «مجموعة» (طقم برامج) أو (حزمة البرامج [الإنجليزية]) وتمتاز البرمجيات التي تكون في نفس المجموعة بأن لها واجهة متشابهة، مما يسهل على المستخدم كيفية التعامل مع أي برنامج في نفس المجموعة. وبخلاف التشابه في واجهة المستخدم، قد تكون تلك المجموعة مرتبطة ببعضها داخليًا. حيث من الممكن أن يفتح أحد برامج المجموعة من داخل برنامج آخر في نفس المجموعة.
ومنها أيضا برمجيات تعليمية وهي تستخدم لتدريب مستخدم الحاسوب على أحد العلوم أو توضيح فكرة معينة بالرسوم والصور والبيانات والنصوص والصوت والفيديو.
و يستطيع مطور البرمجيات أن يصنع برمجيات تلائم احتياجات مستخدم معين باستخدام إحدى لغات البرمجة المتوفرة.
و قد لا يستطيع المستخدم أن يفرق بين البرمجيات التطبيقية ونظام التشغيل في بعض الأنظمة المُضمَنة، كما هو الحال في مسجلات الفيديو كاسيت أو مشغلات الدي في دي أو أفران الموجات القصيرة Microwave Ovens. حيث ان في تلك النظم تدمج التطبيقات وبرمجيات النظام في شريحة إلكترونية بهدف تحقيق هدف واحد.